# Никитин, Юрий Степанович
Юрий Степанович Никитин (23 августа 1924, Щёлково — август 2008) — советский хоккеист, вратарь, тренер. Футболист.

## Биография
Родился в Щёлкове Московской области. Затем отец был переведён на работу в Скопин. Там Никитин стал играть в футбол, в 15 лет выступал за взрослую команду по хоккею с мячом «Забой».
Играл за московский «Буревестник» в хоккей с мячом (1946/47) и футбольный «Буревестник» в группе II. В мае 1947 года быз дисквалифицирован за драку в футбольном матче и по приглашению Якова Цигель перешёл в ФК «Торпедо» Минск, в составе которого стал чемпион и обладателем Кубка Белорусской ССР.
В Минске выступал за хоккейные «Торпедо» (1947/48) и «Спартак» (1948/49 — 1951/52). Летом играл за скопинскую футбольную команду и тренировал её. В сезоне-1954/55 ывступал за ХК «Шахтёр» Скопин. С 1955 года в команде города Рязани — вратарь, старший тренер, администратор. В 1958 году завершил карьеру игрока. Старший тренер рязанской команды до 1958 года и в сезоне 1966/67. Был старшим тренером «Спутника» Нижний Тагил.
Скончался в августе 2008 года в возрасте 83 лет.